# Ítrabo
Ítrabo település Spanyolországban, Granada tartományban. Ítrabo Almuñécar, Jete, Los Guájares, Molvízar és Salobreña községekkel határos. Lakosainak száma 956 fő (2024).

## Népesség
A település népessége az elmúlt években az alábbi módon változott:
| Lakosok száma | 1012 | 1031 | 1117 | 1140 | 1169 | 1014 | 1010 | 988  | 974  | 956  |
|               | 2001 | 2004 | 2006 | 2009 | 2011 | 2014 | 2016 | 2019 | 2021 | 2024 |